# Rex Sellers
Rex Samuel Sellers (Nelson, 11 novembre 1950) è un ex velista neozelandese.

## Palmarès

### Olimpiadi
- 2 medaglie:
  - 1 oro (Los Angeles 1984 nella classe Tornado)
  - 1 argento (Seul 1988 nella classe Tornado)